# Badania Marsa

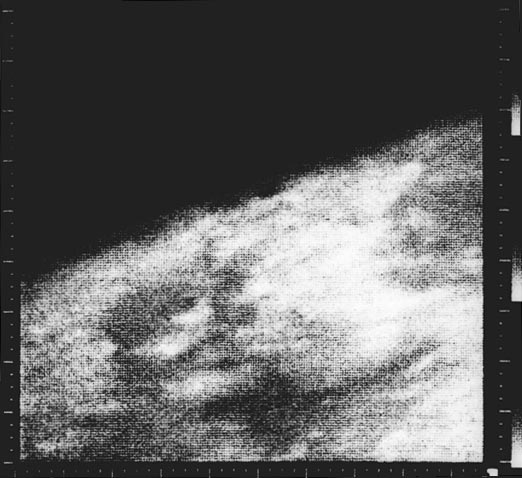
Pierwsze zdjęcie Marsa wykonane z orbity przez sondę Mariner 4

Badania Marsa – ogół działań prowadzących do poznania Marsa.
Do około 2010 roku podjęto 38 prób wysłania sondy w kierunku Marsa. 10 misji zakończyło się awarią, zanim sonda dotarła na orbitę okołoziemską, bądź nie powiódł się odlot na trajektorię międzyplanetarną (w tym 9 na pierwszych 13 startów). 4 sondy zostały pomyślnie wysłane w kierunku Marsa, jednak zamilkły, zanim dotarły do celu (trzy rosyjskie i jedna japońska). 5 sond nie udało się wprowadzić na orbitę bądź zamilkły bardzo szybko. Fiaskiem zakończyło się także 6 (w tym 4 radzieckie) spośród 11 lądowań na Marsie. Za sukces można uznać 3 misje przelotowe, 10 orbitalnych i 5 lądowań. 5 misji, które dotarły do Marsa, posiadały zarówno moduły orbitalne, jak i lądowniki. Licząc więc je podwójnie, 18 z 42 próbników zakończyło się sukcesem, w tym 18 z 32, które pomyślnie zostały wysłane w kierunku Marsa. Dzięki nim Mars jest najlepiej poznaną (poza Ziemią) planetą Układu Słonecznego.
Mars okazał się szczególnie pechowy dla Rosjan: niemal wszystkie ich misje zakończyły się niepowodzeniem, a nieliczne, które dotarły do planety, zebrały niewiele danych.

## Wczesne misje

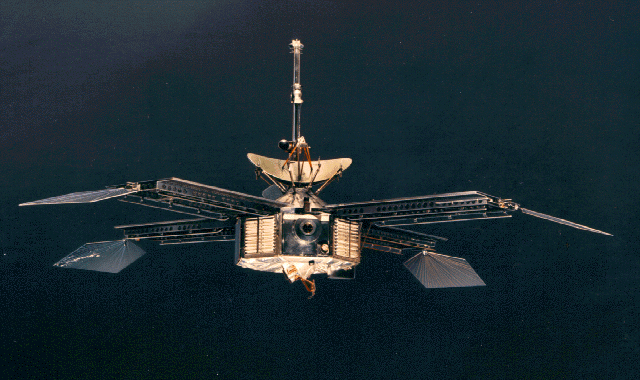
Mariner 4

Mars stał się drugim po Księżycu obiektem w Układzie Słonecznym, w którego stronę wysłano sondę międzyplanetarną. Pierwszą próbę podjęli naukowcy z ZSRR w 1960 roku. Pierwszego udanego przelotu obok innej planety dokonała sonda skierowana ku Wenus – amerykański Mariner 2. Dopiero w 1962 radzieckim uczonym udało się wprowadzić pierwszą sondę na trajektorię międzyplanetarną w kierunku Marsa. Sonda Mars 1 utrzymywała łączność od startu 1 listopada 1962 roku do 21 marca 1963 roku, tracąc kontakt z Ziemią na trzy miesiące przed dotarciem do celu. Do startu sondy Mariner 4, pierwszej udanej misji marsjańskiej, niepowodzeniem zakończyło się pięć prób radzieckich i jedna amerykańska.
5 listopada 1964 w kierunku Marsa wystartowała amerykańska sonda Mariner 3, jednak przez usterkę techniczną nie została odrzucona owiewka, co stanowiło dodatkową masę i sonda nie weszła na odpowiednią trajektorię. Ponadto próbnik nie mógł rozłożyć paneli słonecznych – jedynego zasilania sondy. Cała misja zakończyła się porażką.
W oknie startowym roku 1964 udało się wysłać w kierunku Marsa dwie sondy. 28 listopada wystartował amerykański Mariner 4 (bliźniaczy do Marinera 3), a dwa dni później radziecki Zond 2. Mariner 4 dotarł do celu i wysłał na Ziemię pierwsze zdjęcia Marsa, w liczbie 21. Zond 2 minęła Marsa, nie wysyłając zdjęć i kontakt z nią się urwał.
Następne wykorzystane okno startowe wypadało na wiosnę roku 1969. Kolejny raz rywalizację wygrali Amerykanie, pomyślnie wysyłając dwie sondy Mariner 6 i 7, które w lipcu i sierpniu 1969 roku przesłały odpowiednio 75 i 126 zdjęć. Dwie sondy radzieckie z serii Mars 2M z powodu awarii rakiet Proton nie opuściły Ziemi.
Kolejne okno startowe było w maju 1971 roku. Tym razem niepowodzenia nie omijały żadnej ze stron wyścigu o prymat w badaniach Marsa. 9 maja nie powiódł się start amerykańskiego Marinera 8, a 10 maja radzieckiej sondy, nazywanej roboczo Kosmos 419. Jednak dziewięć dni później Rosjanom udał się start sondy Mars 2, a 28 maja wystartowała sonda Mars 3. Obie sondy posiadały człon orbitalny i lądowniki. Lądownik Marsa 2 został pierwszym obiektem stworzonym przez człowieka, który trafił na Marsa. Lądowanie było niestety „twarde”, gdyż z powodu błędnych obliczeń wszedł pod zbyt ostrym kątem w atmosferę. Udane okazało się jednak lądowanie próbnika Mars 3, lecz działał on na powierzchni jedynie przez 20 sekund, najprawdopodobniej z powodu szalejących w tym czasie burz piaskowych, ogarniających całą planetę. Człony orbitalne działały przez około rok ziemski. Nie były to jednak pierwsze sztuczne satelity tej planety. Dwa dni po Marsie 3 z Przylądka Canaveral wystartował Mariner 9, który dzięki rakiecie Atlas Centaur wyprzedził sondy radzieckie o 13 dni. Sonda działała przez czas porównywalny do sond radzieckich, zakończyła się jednak dużo większym sukcesem naukowym, przesyłając 7329 obrazów planety.
Latem 1973 roku ZSRR wysłał w kierunku Marsa aż cztery próbniki. Dwa orbitery, Mars 4 i Mars 5, oraz dwa lądowniki, Mars 6 i Mars 7. Misje zakończyły się niepowodzeniem. Z powodu defektu elektroniki nie udało się wprowadzić Marsa 4 na orbitę i przeleciał tylko w pobliżu planety. Mars 5 zamilkł po 14 dniach pracy na orbicie, Mars 6 przesłał tylko dane dotyczące składu atmosfery, gdyż rozbił się o powierzchnię, a Mars 7, zamiast wylądować, minął planetę o 1300 km.

## Kolejne misje
W 1975 dwie amerykańskie misje programu Viking także posiadały dwa orbitery i dwa lądowniki. Latem 1976 roku obie sondy, wraz z lądownikami weszły na orbitę Marsa i po wykonaniu kilku okrążeń planety i wybraniu miejsc do lądowania odłączyły próbniki, które osiadły na powierzchni w lipcu i wrześniu 1976 roku. Człon orbitalny sondy Viking 1 działał przez cztery lata, a Viking 2 przez dwa lata, natomiast lądowniki odpowiednio przez sześć i cztery lata. Program Viking do dziś pozostaje jednym z największych sukcesów w historii badań Czerwonej Planety. Sukces był tak ogromny, że NASA zdecydowała się na kolejną misję dopiero w 1992 roku, czyli po siedemnastu latach od startu sond Viking.
W lipcu 1988 roku wystartowały dwie radzieckie sondy programu Fobos: Fobos 1 i Fobos 2. W ramach misji planowano badania Marsa za pomocą dwóch orbiterów oraz lądowanie na większym z dwóch księżyców Marsa – Fobosie. W sierpniu 1988 roku omyłkową komendą wyłączono system stabilizowania Fobosa 1, co spowodowało zerwanie kontaktu, którego nie udało się przywrócić. Fobos 2 wszedł pomyślnie na orbitę, ale zanim odłączono lądownik, w marcu 1989 roku kontakt z sondą został utracony, najprawdopodobniej z powodu awarii elektroniki sondy.

## Współczesne badania
Od początku lat 90. wzrosło zainteresowanie eksploracją Marsa. Na orbicie marsjańskiej działa siedem orbiterów, a po powierzchni planety poruszają się dwa łaziki: Curiosity i Perseverance (stan na 28.08.2023). Jednoczesne badania za pomocą tak wielu sond, to wydarzenie bez precedensu w historii eksploracji Układu Słonecznego, a plany kolejnych misji pozwalają przypuszczać, że zainteresowanie Marsem nie słabnie.
Początkiem nowej ery w badaniach Marsa miał być Mars Observer wysłany w kierunku Marsa 25 września 1992. Misja, która miała przynieść bardzo dużo nowych i ciekawych danych naukowych, zakończyła się niepowodzeniem z powodu eksplozji materiałów pędnych podczas manewru wejścia na orbitę Marsa.
W 1996 roku po raz pierwszy od 1971 roku, w kierunku Marsa swoje sondy planowało wystrzelić więcej niż jedno państwo. 7 listopada wystartowała pierwsza sonda w tym oknie startowym Mars Global Surveyor, który w dużej mierze miał powtórzyć badania zaplanowane dla Mars Observer. Natomiast na 16 listopada zaplanowano start rosyjskiej misji Mars 96. W skład sondy wchodził orbiter, dwa lądowniki i dwa penetratory. W projekcie brali udział także polscy naukowcy, którzy stworzyli m.in. spektrometr fourierowski. Niestety zawiódł czwarty stopień rakiety Proton i kolejna misja zakończyła się niepowodzeniem. W tym samym oknie startowym wysłano także na Marsa sondę Mars Pathfinder, która 4 lipca 1997 roku jako trzecia udanie wylądowała na Marsie. Na jej pokładzie dotarł także pierwszy w historii marsjański łazik Sojourner.
Podobnie jak trzy lata wcześniej, także w oknie startowym na przełomie 1998 i 1999 roku zaplanowano trzy starty. 4 lipca 1998 roku wystartowała pierwsza japońska sonda marsjańska Nozomi. By wprowadzić ją na trajektorię międzyplanetarną, zaplanowano dwa przeloty w pobliżu Księżyca. Gdy już to się udało, okazało się, że sonda zużyła za dużo paliwa i przesunięto wejście na orbitę Marsa o cztery lata, sonda jednak nie wytrzymała tak długiej podróży i zamilkła, zanim dotarła do celu. Niepowodzeniem zakończyły się też dwie misje NASA. 23 września 1999 roku Mars Climate Orbiter spłonął w atmosferze z powodu błędnego podania siły ciągów silników manewrowych przez ich wykonawcę, a 3 grudnia 1999 Mars Polar Lander niepomyślnie wylądował na południowym biegunie planety.
7 kwietnia 2001 roku NASA wystrzeliła sondę Mars Odyssey, która dotarła do orbity Marsa i wciąż funkcjonuje. Po niepowodzeniach z roku 1999 NASA zrezygnowała z wysłania razem z tym orbiterem lądownika marsjańskiego.

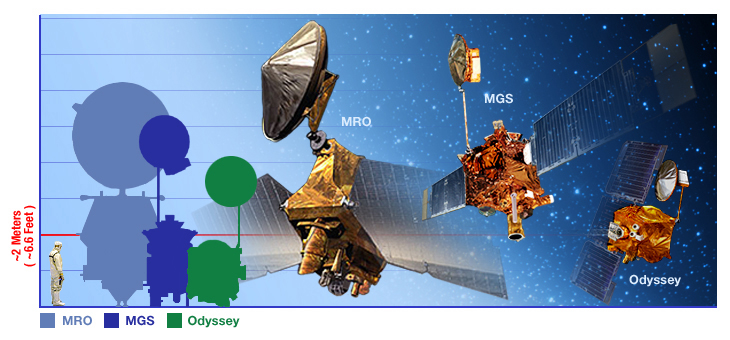
Trzy marsjańskie orbitery NASA

Podczas wielkiej opozycji roku 2003 do badań Marsa włączyła się także Europejska Agencja Kosmiczna. Jej sonda Mars Express Orbiter ma na swym koncie kilka odkryć naukowych. W misję są zaangażowani także polscy naukowcy. Jako dodatkowy ładunek sonda dostarczyła w pobliże Marsa lądownik Beagle 2, który jednak po lądowaniu nie nawiązał łączności z Ziemią. W tym samym oknie wystartowały także dwa należące do NASA łaziki Mars Exploration Rover: MER-A (Spirit) i MER-B (Opportunity). Gwarantowany czas pracy wynosił trzy miesiące, jednak jeden z nich (Opportunity) działał przez 14 lat, pomimo mnożących się, drobnych usterek.
Najnowszym nabytkiem naukowców w badaniach Czerwonej Planety jest Mars Reconnaissance Orbiter. Sonda NASA wystartowała 12 sierpnia 2005 roku. Jej zadaniem jest zbadanie z dużą dokładnością powierzchni planety pod kątem wytypowania najlepszych miejsc do lądowania człowieka i przyszłych misji bezzałogowych (w tym dla Mars Science Laboratory). Od marca 2006 roku jest na orbicie, a badania rozpoczęła 10 listopada.
Bezzałogowy lądownik Phoenix, będący częścią programu NASA Mars Scout Program, został wysłany 4 sierpnia 2007 w kierunku Marsa. 26 maja 2008 wylądował w okolicach okołobiegunowych, w rejonie Vastitas Borealis, na półkuli północnej. Jego celem były obszary, które podejrzewane były o istnienie dużych ilości lodu wodnego tuż pod powierzchnią gruntu. 21 czerwca Phoenix odnalazł lód na Marsie, natomiast 31 lipca testy laboratoryjne na pokładzie sondy Phoenix wykazały istnienie wody w próbce gleby.
6 sierpnia 2012 roku na powierzchni planety w kraterze Gale osiadł łazik Curiosity, który jest następcą łazików Spirit i Opportunity. Łazik jest zasilany radioizotopowym generatorem termoelektrycznym, masa łazika to 899 kg a gwarantowany czas działania wynosi 1 rok marsjański (98 tygodni). Liczba zaplanowanych badań i instrumentarium robota stanowi podobny skok jakościowy, jaki nastąpił od misji Mars Pathfinder do misji Mars Exploration Rover. Ze względu na jego przeznaczenie i wielkość nie został umieszczony na powierzchni za pomocą platformy z poduszkami powietrznymi, lecz opadł opuszczony przez specjalny rakietowy dźwig (Sky Crane).
18 lutego 2021 w ramach misji Mars 2020 na Marsie wylądował łazik Perseverance z helikopterem Ingenuity.

## Kalendarium
| Misja                               | Kraj                         | Data startu          | Typ misji                                                                                         | Wynik                                                                                           |
| ----------------------------------- | ---------------------------- | -------------------- | ------------------------------------------------------------------------------------------------- | ----------------------------------------------------------------------------------------------- |
| Marsnik 1                           | ZSRR                         | 10 października 1960 | Przelot obok Marsa                                                                                | Nieudany start                                                                                  |
| Marsnik 2                           | ZSRR                         | 14 października 1960 | Przelot obok Marsa                                                                                | Nieudany start                                                                                  |
| Sputnik 22                          | ZSRR                         | 24 października 1962 | Przelot obok Marsa                                                                                | Wejście tylko na orbitę okołoziemską                                                            |
| Mars 1                              | ZSRR                         | 1 listopada 1962     | Przelot obok Marsa                                                                                | Awaria nadajnika 106 milionów km od Ziemi                                                       |
| Sputnik 24                          | ZSRR                         | 4 listopada 1962     | Przelot obok Marsa                                                                                | Wejście tylko na orbitę okołoziemską                                                            |
| Mariner 3                           | USA                          | 5 listopada 1964     | Przelot obok Marsa                                                                                | Osłona nieodrzucona                                                                             |
| Mariner 4                           | USA                          | 28 listopada 1964    | Udany przelot obok Marsa 14 lipca 1965                                                            | Nadesłane 21 zdjęć                                                                              |
| Zond 2                              | ZSRR                         | 30 listopada 1964    | Przelot obok Marsa                                                                                | Udany przelot, awaria nadajnika uniemożliwiła uzyskanie jakichkolwiek danych                    |
| Mariner 6                           | USA                          | 24 lutego 1969       | Udany przelot obok Marsa 31 lipca 1969                                                            | Nadesłane 75 zdjęć                                                                              |
| Mars 2M A                           | ZSRR                         | 27 marca 1969        | Orbiter                                                                                           | Nieudany start                                                                                  |
| Mariner 7                           | USA                          | 27 marca 1969        | Udany przelot obok Marsa 5 sierpnia 1969                                                          | Nadesłane 126 zdjęć                                                                             |
| Mars 2M B                           | ZSRR                         | 2 kwietnia 1969      | Orbiter                                                                                           | Nieudany start                                                                                  |
| Mariner 8                           | USA                          | 8 maja 1971          | Wejście na orbitę                                                                                 | Zniszczony podczas startu                                                                       |
| Kosmos 419                          | ZSRR                         | 10 maja 1971         | Lądownik                                                                                          | Wejście tylko na orbitę okołoziemską                                                            |
| Mars 2                              | ZSRR                         | 19 maja 1971         | Orbiter oraz lądownik, wejście na orbitę Marsa 27 listopada 1971                                  | Nie nadesłał danych, lądownik zniszczony                                                        |
| Mars 3                              | ZSRR                         | 28 maja 1971         | Orbiter oraz lądownik, wejście na orbitę Marsa 3 grudnia 1971                                     | Dane i zdjęcia z orbitera. Utrata łączności z lądownikiem po 20 sekundach, nie przesłał danych. |
| Mariner 9                           | USA                          | 30 maja 1971         | Orbiter na orbicie od 13 listopada 1971 do 27 października 1972                                   | Nadesłał 7329 zdjęć                                                                             |
| Mars 4                              | ZSRR                         | 21 lipca 1973        | Orbiter                                                                                           | Przelot obok Marsa 10 lutego 1974                                                               |
| Mars 5                              | ZSRR                         | 25 lipca 1973        | Orbiter, osiągnął orbitę Marsa 12 lutego 1974                                                     | Utrata łączności po kilku dniach                                                                |
| Mars 6                              | ZSRR                         | 5 sierpnia 1973      | Orbiter oraz lądownik, osiągnął orbitę Marsa 12 marca 1974                                        | Nadesłał małą ilość danych                                                                      |
| Mars 7                              | ZSRR                         | 9 sierpnia 1973      | Orbiter oraz lądownik, osiągnął orbitę Marsa 9 marca 1974                                         | Nadesłał małą ilość danych                                                                      |
| Viking 1                            | USA                          | 20 sierpnia 1975     | Orbiter oraz lądownik, na orbicie od 19 czerwca 1976 do 1980, lądownik od 20 lipca 1976 do 1982   | Obydwie misje nadesłały łącznie ponad 50 000 zdjęć                                              |
| Viking 2                            | USA                          | 9 września 1975      | Orbiter oraz lądownik, na orbicie od 7 sierpnia 1976 do 1978, lądownik od 3 września 1976 do 1980 | Obydwie misje nadesłały łącznie ponad 50 000 zdjęć                                              |
| Fobos 1                             | ZSRR                         | 7 lipca 1988         | Orbiter oraz lądownik Mars/Fobos                                                                  | Stracony w drodze na Marsa w sierpniu 1988                                                      |
| Fobos 2                             | ZSRR                         | 12 lipca 1988        | Orbiter oraz lądownik Mars/Fobos                                                                  | Stracony w marcu 1989 w pobliżu Fobosa                                                          |
| Mars Observer                       | USA                          | 25 września 1992     | Orbiter                                                                                           | Stracony przed osiągnięciem celu 21 sierpnia 1993                                               |
| Mars Global Surveyor                | USA                          | 7 listopada 1996     | Orbiter, wszedł na orbitę 12 września 1997                                                        | Ostatni sygnał wysłany 5 listopada 2006                                                         |
| Mars 96                             | Rosja                        | 16 listopada 1996    | Orbiter i lądowniki                                                                               | Stracony podczas startu                                                                         |
| Mars Pathfinder                     | USA                          | 4 grudnia 1996       | Lądownik i łazik, wylądował 4 lipca 1997                                                          | Ostatnia transmisja 27 września 1997                                                            |
| Nozomi (Planet-B)                   | Japonia                      | 4 lipca 1998         | Orbiter obecnie na orbicie dokoła Słońca                                                          | Nieudane wejście na orbitę 14 grudnia 2003                                                      |
| Mars Climate Orbiter                | USA                          | 11 grudnia 1998      | Orbiter                                                                                           | Stracony podczas próby wejścia na orbitę Marsa 23 września 1999                                 |
| Mars Polar Lander/Deep Space 2      | USA                          | 3 stycznia 1999      | Lądowniki mające badać rejon bieguna południowego                                                 | Stracone podczas lądowania 3 grudnia 1999                                                       |
| Mars Odyssey                        | USA                          | 7 kwietnia 2001      | Orbiter                                                                                           | Stan na 21 lutego 2021 w trakcie misji                                                          |
| Mars Express                        | ESA                          | 2 czerwca 2003       | Orbiter i lądownik Beagle 2                                                                       | Stan na 21 lutego 2021 orbiter w trakcie misji. Beagle 2 nie zadziałał po lądowaniu             |
| Spirit                              | USA                          | 10 czerwca 2003      | Łazik                                                                                             | Ostatnia transmisja 22 marca 2010                                                               |
| Opportunity                         | USA                          | 8 lipca 2003         | Łazik                                                                                             | Ostatnia transmisja 10 czerwca 2018 – wejście w stan hibernacji. Kontaktu nie odzyskano.        |
| Mars Reconnaissance Orbiter         | USA                          | 12 sierpnia 2005     | Orbiter                                                                                           | Stan na 21 lutego orbiter w trakcie misji                                                       |
| Phoenix                             | USA                          | 4 sierpnia 2007      | Lądownik                                                                                          | Misja zakończona sukcesem                                                                       |
| Fobos-Grunt                         | Rosja                        | 8 listopada 2011     | Lądownik (Fobos)                                                                                  | Wejście tylko na orbitę okołoziemską                                                            |
| Yinghuo-1                           | Chiny                        | 8 listopada 2011     | Orbiter                                                                                           | Wejście tylko na orbitę okołoziemską (orbiter był częścią sondy Fobos-Grunt)                    |
| Mars Science Laboratory (Curiosity) | USA                          | 26 listopada 2011    | Lądownik Curiosity                                                                                | Wylądował 6 sierpnia 2012. Stan na 21 lutego 2021 w trakcie misji                               |
| Mars Orbiter Mission                | Indie                        | 5 listopada 2013     | Orbiter                                                                                           | Osiągnął orbitę 24 września 2014. Stan na 21 lutego 2021 w trakcie misji                        |
| MAVEN                               | USA                          | 18 listopada 2013    | Orbiter                                                                                           | Osiągnął orbitę 22 września 2014. Stan na 21 lutego 2021 w trakcie misji                        |
| ExoMars Trace Gas Orbiter           | ESA                          | 14 marca 2016        | Orbiter                                                                                           | Osiągnął orbitę 19 października 2016. Stan na 21 lutego 2021 w trakcie misji                    |
| InSight                             | USA                          | 5 maja 2018          | Lądownik                                                                                          | Wylądował 26 listopada 2018. Misja zakończona w grudniu 2022.                                   |
| Al Amal                             | Zjednoczone Emiraty Arabskie | 19 lipca 2020        | Orbiter                                                                                           | Dotarł do Marsa 9 lutego 2021 roku.                                                             |
| Tianwen-1                           | Chiny                        | 23 lipca 2020        | Orbiter,lądownik,łazik                                                                            | Wszedł na orbitę Marsa 5 lutego 2021 roku i wylądował 15 maja 2021 roku.                        |
| Mars 2020 Perseverance Ingenuity    | USA                          | 30 lipca 2020        | Łazik + Helikopter                                                                                | Wylądował 18 lutego 2021. Stan na 21 lutego: w trakcie misji                                    |